# 福原就澄
福原 就澄（ふくはら なりずみ、生没年未詳）は、江戸時代の人物。長州藩永代家老、宇部領主福原家の出身。
父は毛利家家老福原隠岐守広俊。兄弟に福原広頼、福原広泰などがいる。
安芸福原氏は代々本家筋の毛利家に仕え、江戸時代に入ってからは長州藩の永代家老となっていた家柄である。歴代当主は藩主の毛利家から偏諱を賜る慣習があり、父・広俊は毛利綱広から、兄弟の広頼は家督相続した元禄8年（1695年）に、広泰（初めは毛利広為）は宝永元年（1704年）に、当時の藩主毛利吉広から、それぞれ「広」の1字を受けている。これに倣えば、就澄も同様に「就」の1字を受けているはずで、該当する藩主は（綱広と吉広の間の）毛利吉就しかあり得ない。ましてやそれまでの福原家に「就」の字を用いた、あるいは毛利家（元就や秀就）からその字を受けた人物が一人もおらずその可能性は極めて高い（ただし、今のところその史実は確認されていない）。
多くの系図類では、就澄は広頼と広泰の間とされているが、就澄が吉就から偏諱を賜っていたとする説が正しければ、（就澄が何かしらの事情で元服が遅かったということがない限り）吉就の弟である吉広から1字を受けた後者2人よりも年長であった可能性がある。肝心の就澄の生涯・事績についても全く不明であり、本来ならば広俊の嗣子となるはずが早世し、代わって弟の広頼が嫡子となったと推測される。